# Matti J. Tikkanen
Matti Juhani Tikkanen, känd som Matti J. Tikkanen, född 13 mars 1943 i Tammerfors, är en finländsk läkare. 
Tikkanen, som är specialist i inre medicin och endokrinologi, blev vid Helsingfors universitet medicine och kirurgie doktor 1972, docent i experimentell endokrinologi 1973 och i inre medicin 1983. Han var biträdande professor och biträdande överläkare vid första medicinska kliniken 1993–1996 samt professor i invärtesmedicin vid Helsingfors universitet och överläkare vid medicinska kliniken vid Helsingfors universitetscentralsjukhus (HUCS) från 1996. Han var i tre på varandra följande perioder 1996–2006 dekanus för medicinska fakulteten vid Helsingfors universitet. Han har varit inriktad på hormoners inverkan på fettmetabolismen samt på kolesterolsänkande läkemedel och det förebyggande arbetet mot hjärt-kärlsjukdomar. Han blev medlem av styrelsen för Sigrid Jusélius stiftelse 1998 och av styrelsen för Paulo-stiftelsen 2002. Han var ordförande för Föreningen för invärtes medicin i Finland 2001–2002.